# Лудвиг Хесхаймер
Лудвиг Хесхаймер (на немски: Ludwig Hesshaimer) е австрийски художник, гравьор и илюстратор. По време на Първата световна война е художник, зачислен към Съюзническите войски на Солунския фронт и е известен със своите военни гравюри.

## Биография
Роден е на 10 март 1872 година в трансилванския град Кронщат, Австро-Унгария. Служи като офицер в австро-унгарската армия и след девет години военна служба става учител по рисуване, като преподава в различни военни образователни институции на Хабсбургската монархия. При избухването на Първата световна война е в Сараево. Взима си отпуск от военна служба и учи във Виенската академия за изящни изкуства и в Института по графични изкуства при Лудвиг Михалек.
От февруари 1915 година Хесхаймер се числи към художниците при Императорската и кралска военна пресслужба, като работи в Галиция и Буковина. В 1916 година е на Балканския военен театър. След това е главен художник и офицер за свръзка в групата армии на ерцхерцог Ойген фон Тешен в Южен Тирол. Хесхаймер става заместник-председател на групата по изкуство във Военната пресслужба. Той е сред първите художници, които излагат гравюрите си от войната във Виена.
След войната Хесхаймер пише серия книги върху изкуството, включително автобиографични за работата си като военен художник.
След Втората световна война живее в Бразилия. Умира в Рио де Жанейро на 10 януари 1956 година.